# Altiphylax stoliczkai
Espèce
Synonymes
- Gymnodactylus stoliczkai Steindachner, 1867
- Cyrtopodion stoliczkai (Steindachner, 1867)
- Alsophylax boehmei Szczerbak, 1991

Statut de conservation UICN

 LC  : Préoccupation mineure
Altiphylax stoliczkai est une espèce de geckos de la famille des Gekkonidae.

## Répartition
Cette espèce se rencontre dans le Nord du Pakistan, au Jammu-et-Cachemire en Inde et dans l'ouest de la Chine.

## Étymologie
Cette espèce est nommée en l'honneur de Ferdinand Stoliczka.

## Publication originale
- Steindachner, 1867 : Reise der österreichischen Fregatte Novara um die Erde in den Jahren 1857, 1858, 1859 unter den Befehlen des Commodore B. von Wüllerstorf-Urbair (1861) - Zoologischer Theil - Erste Band - Reptilien p. 1-98.